# Archeologia subacquea

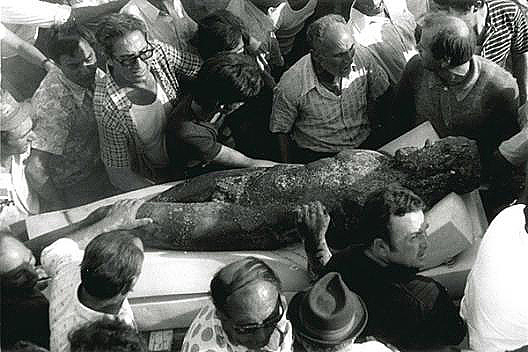
Il recupero dei cosiddetti bronzi di Riace nel 1972.

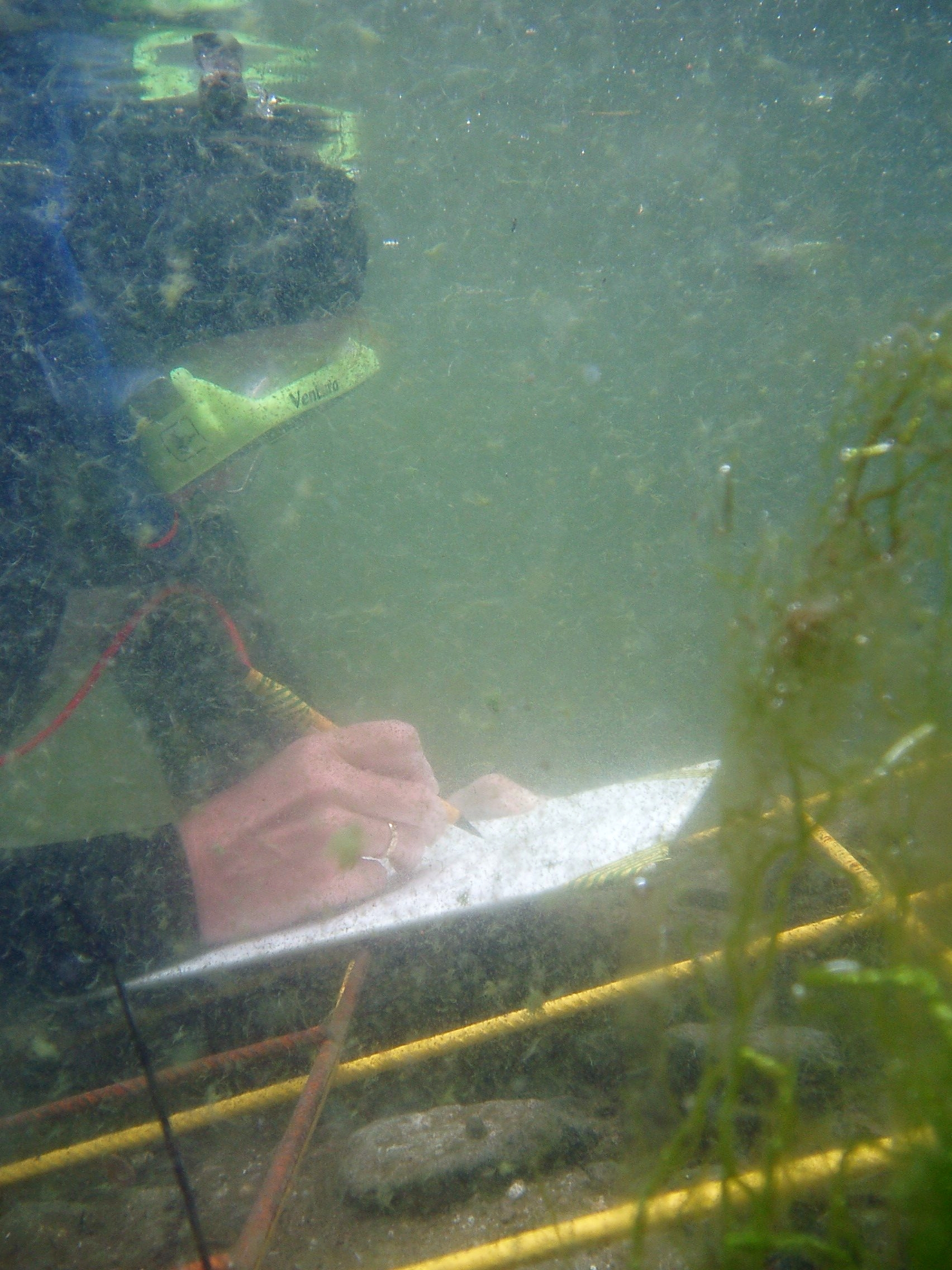
Disegno in scala sott'acqua

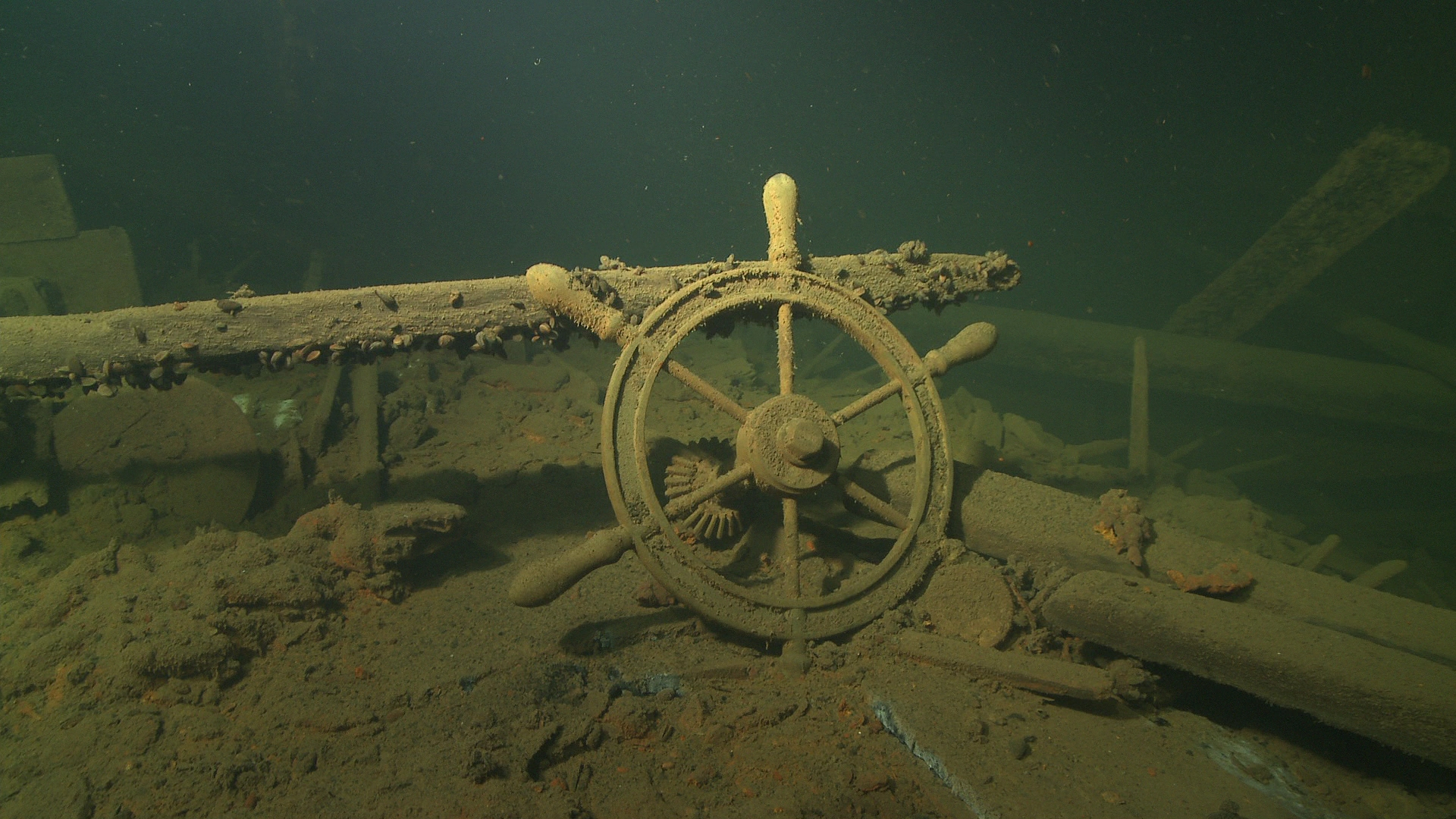
Il relitto dell'E. Russ in Estonia è considerato un monumento del patrimonio nazionale

L'archeologia subacquea è una branca dell'archeologia. A causa delle sue specificità, richiede particolari tecniche di indagine, e a seconda del campo di interesse (acque interne, relitti, fondali...), si divide in diverse discipline.
Oltre al recupero di antichi oggetti sommersi, si occupa di ricostruire e contestualizzare storicamente i ritrovamenti, con l'obiettivo di tutelare, conservare e valorizzare il patrimonio culturale.

## Storia
Una delle prime tecniche per l'archeologia subacquea è legata all'uso delle campane subacquee, usate sin dal XVI secolo.
L'archeologia subacquea moderna si è sviluppata a partire dagli anni '30 del 1900, con l'investigazione del relitto della nave Elefanten, in Svezia.
Un picco di interesse alla materia si è verificato come conseguenza dei due conflitti mondiali, e dei relitti prodotti da questi. In particolare, Jacques Cousteau racconta alcune esperienze collegate all'esplorazione di relitti nel suo libro Il mondo silenzioso.
Uno dei più famosi ritrovamenti di archeologia subacquea in Italia è quello dei cosiddetti Bronzi di Riace, avvenuto nel 1972.
Ancora più recenti sono le ricerche in corso sul relitto di Anticitera, relitto di un naufragio avvenuto nel I secolo a.C. in prossimità dell'isola di Anticitra, ritrovato per caso nel 1900 da un equipaggio di pescatori di spugne.

## Discipline
Tra le diverse discipline dell'archeologia subacquea, si possono includere:
- Archeologia navale: lo studio della tecnologia riguardante qualunque tipo di imbarcazione e il relativo equipaggiamento;
- Archeologia marittima: la ricerca dei resti materiali dell'uomo e delle sue attività sul mare, ma anche la scoperta di porti, approdi, navi e carichi mercantili;
- Archeologia delle acque interne: lo studio dei resti materiali dell'uomo e delle sue attività sui fiumi, laghi o lagune (insediamenti, attracchi navali, imbarcazioni);
- Archeologia dei pozzi e degli ipogei: settore atipico che prende in considerazione strutture artificiali o cavità naturali, legate a forme di antropizzazione particolari.

## Metodologie
Pur ispirata dalle medesime regole che operano in quella terrestre, l'archeologia subacquea necessita di accorgimenti particolari legati all'ambiente di operazione. L'operazione sott'acqua, infatti, comporta alcune difficoltà specifiche, così come nella subacquea in generale.
Il più evidente tra questi problemi è legato alla profondità dei reperti che, ad esempio nel caso dei relitti, può essere talmente alta da causare problemi fisiologici per gli operatori, e richiedere l'uso di attrezzature specifiche quali rebreather o diverse miscele per l'immersione (Nitrox, Trimix). Molti dei relitti presenti in Italia, infatti, sono situati oltre i 40 metri di profondità, il limite per la subacquea ricreativa.
La disciplina si è evoluta con l'utilizzo di tecnologie quali batiscafi, droni, veicoli subacquei filoguidati e lo sviluppo di dispositivi di supporto ai restauratori subacquei per la conservazione in situ dei reperti. Queste tecnologie, in parallelo con un affinamento delle conoscenze collegate alla fisiologia della subacquea, stanno permettendo di esplorare relitti e resti a quote sempre più profonde.

## Potenziale di ricerca
Ci sono molte ragioni per cui l’archeologia subacquea può dare un contributo significativo alla conoscenza del passato. I singoli naufragi possono rivestire un'importanza storica significativa sia per l'entità della perdita di vite umane (come nel caso del Titanic) che per le circostanze della perdita (l'Housatonic fu la prima nave della storia affondata da un sottomarino nemico). I naufragi come quello della Mary Rose sono importanti per l'archeologia perché possono formare una sorta di capsula del tempo accidentale, preservando un assemblaggio di artefatti umani nel momento in cui la nave è andata perduta.
A volte non è il naufragio della nave ad essere importante, ma il fatto di avere accesso ai suoi resti, soprattutto laddove la nave ha avuto una grande importanza e significato nella storia della scienza e dell'ingegneria (o della guerra), in quanto faceva parte di una tipologia di nave mai costruita prima. Lo sviluppo dei sottomarini, ad esempio, può essere tracciato attraverso la ricerca archeologica subacquea, tramite l'Hunley, che fu il primo sottomarino ad affondare una nave nemica (l'Hunley aveva anche dettagli costruttivi unici non trovati nelle navi precedenti ed era una delle poche navi da guerra storiche ritrovate integre); il Resurgam II, il primo sottomarino a motore; e Holland 5, che fornisce informazioni sullo sviluppo dei sottomarini nella Marina britannica.

## Convenzione UNESCO
Tutte le tracce dell'esistenza umana sott'acqua che risalgono a cento anni o più sono protette dalla Convenzione UNESCO 2001 sulla protezione del patrimonio culturale subacqueo. Questa convenzione mira a prevenire la distruzione o la perdita di informazioni storiche e culturali e i saccheggi. Aiuta gli Stati a proteggere il proprio patrimonio culturale sottomarino con un quadro giuridico internazionale. Sulla base delle raccomandazioni definite nella sopra citata Convenzione UNESCO sono stati finanziati diversi progetti europei tra cui il progetto CoMAS per la pianificazione della conservazione in situ dei reperti archeologici subacquei.

## Sfide
I siti sottomarini sono inevitabilmente di difficile accesso e più pericolosi rispetto al lavoro sulla terraferma. Per accedere direttamente al sito sono necessarie attrezzatura subacquea e abilità subacquee. Le profondità a cui possono accedere i subacquei e il tempo a disposizione in profondità sono limitati. Per i siti profondi fuori dalla portata dei subacquei, sono necessari sottomarini o apparecchiature di telerilevamento.
Per un sito marino, sebbene sia spesso necessaria una qualche forma di piattaforma di lavoro (tipicamente una barca o una nave), le attività a terra sono comuni. Ciononostante, l’archeologia subacquea è un campo afflitto da problemi logistici. Una piattaforma di lavoro per l'archeologia subacquea deve essere attrezzata per provvedere alla fornitura di aria, ad esempio, strutture mediche e di ricompressione, o apparecchiature specialistiche di telerilevamento, analisi dei risultati archeologici, supporto per le attività intraprese in acqua, stoccaggio di forniture, strutture per la conservazione degli eventuali oggetti recuperati dalle acque, nonché alloggi per i lavoratori. Le attrezzature utilizzate per le indagini archeologiche, comprese le draghe idriche e i ponti aerei, creano ulteriori rischi e problemi logistici. Inoltre, i siti marini possono essere soggetti a forti flussi di marea o a condizioni meteorologiche avverse, il che significa che il sito è accessibile solo per un periodo di tempo limitato. Alcune creature marine rappresentano anche una minaccia per la sicurezza dei subacquei.
I siti sottomarini sono spesso dinamici, cioè sono soggetti al movimento delle correnti, delle onde, dei danni causati dalle tempeste o dai flussi delle maree. Le strutture possono essere inaspettatamente scoperte o sepolte sotto i sedimenti. Nel corso del tempo, le strutture esposte verranno erose, distrutte e disperse. La natura dinamica dell'ambiente può rendere impraticabile la conservazione in situ, soprattutto perché è probabile che i materiali organici esposti, come il legno di un relitto, vengano consumati da organismi marini come i Pholadidae. Inoltre, i siti sottomarini possono essere chimicamente attivi, con il risultato che il ferro può essere lisciviato dalle strutture metalliche per formare concrezioni. Il metallo originale verrà quindi lasciato in uno stato fragile. I manufatti recuperati da siti sottomarini necessitano di cure speciali.
La visibilità può essere scarsa a causa di sedimenti o alghe nell'acqua e della mancanza di penetrazione della luce. Ciò significa che le tecniche di rilevamento che funzionano bene sulla terraferma (come la triangolazione), generalmente non possono essere utilizzate efficacemente sott'acqua.
Inoltre può essere difficile consentire l'accesso ai risultati della ricerca archeologica poiché i siti archeologici sottomarini non offrono buone possibilità di divulgazione o accesso al grande pubblico. È stato fatto del lavoro per superare questa difficoltà attraverso l'uso del World Wide Web per progetti di webcasting o sistemi di realtà virtuale dedicati che consentono agli utenti di eseguire un'immersione virtuale in una ricostruzione 3D interattiva del sito archeologico sottomarino. Un esempio è lo scavo della Queen Anne's Revenge e il programma QAR DiveLive, una gita virtuale interattiva dal vivo al sito del relitto.

## Tecniche
Sebbene siano state sviluppate tecniche e strumenti specializzati per affrontare le sfide del lavoro sott’acqua, gli obiettivi e il processo archeologico sono essenzialmente gli stessi di qualsiasi altro contesto. L'indagine su un sito sottomarino, tuttavia, richiederà probabilmente più tempo e sarà più costosa di un sito terrestre equivalente.
Un aspetto importante della progettazione sarà probabilmente la gestione della logistica relativa all'operatività da una barca e alla gestione delle operazioni di immersione. La profondità dell'acqua sopra il sito e se l'accesso è limitato dalle maree, dalle correnti e dalle condizioni meteorologiche avverse creerà vincoli sostanziali sulle tecniche che possono essere effettivamente utilizzate e sulla quantità di indagini che possono essere svolte per un dato costo o in un periodo di tempo limitato. Molti dei siti indagati più attentamente, compreso il Mary Rose, si sono affidati sostanzialmente al lavoro di archeologi professionisti per un considerevole periodo di tempo.
Come nel caso dell'archeologia terrestre, alcune tecniche sono essenzialmente manuali, utilizzando attrezzature semplici (generalmente basate sugli sforzi di uno o più subacquei), mentre altre utilizzano tecnologie avanzate e una logistica più complessa (ad esempio richiedono una grande nave di supporto, con attrezzature per la movimentazione gru, comunicazione subacquea e visualizzazione computerizzata).

### Fissazione della posizione
Conoscere l'ubicazione di un sito archeologico è fondamentale per poterlo studiare. In mare aperto non ci sono punti di riferimento, quindi la determinazione della posizione viene generalmente ottenuta utilizzando il GPS. Storicamente, i siti in vista della costa sarebbero stati individuati utilizzando transetti. Un sito può anche essere localizzato mediante rilevamento visivo di una qualche forma di indicatore (come una boa) da due punti noti (mappati) sulla terra. La profondità dell'acqua in un sito può essere determinata dalle carte nautiche o utilizzando l'apparecchiatura sonar di profondità di serie sulle navi. Tale sonar può spesso essere utilizzato per localizzare una struttura in piedi, come un relitto, una volta che il GPS ha posizionato la nave da ricerca approssimativamente nella posizione giusta.

### Sondaggio del sito

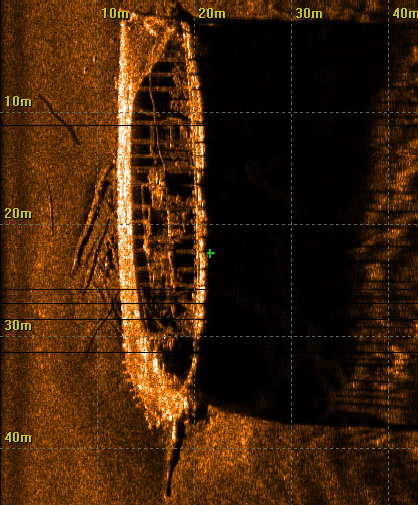
Immagine sonar a scansione laterale del naufragio Aid in Estonia

Il tipo di indagine richiesta dipende dalle informazioni necessarie per risolvere le questioni archeologiche, ma la maggior parte dei siti avrà bisogno almeno di una qualche forma di indagine topografica e di una planimetria del sito che mostri le posizioni dei manufatti e di altro materiale archeologico, dove sono stati prelevati i campioni e sono stati effettuati diversi tipi di indagini archeologiche. La valutazione ambientale dei siti archeologici richiederà anche la registrazione delle condizioni ambientali (chimica dell'acqua, proprietà dinamiche) e degli organismi naturali presenti nel sito. Per i naufragi, in particolare quelli di età postindustriale, potrebbe essere necessario indagare e registrare le minacce di inquinamento derivanti dal materiale del relitto.
L'approccio più semplice al rilievo consiste nell'effettuare rilievi tridimensionali da parte di subacquei utilizzando profondimetri e metri a nastro. La ricerca mostra che tali misurazioni sono generalmente meno accurate di indagini simili effettuate sulla terraferma. Laddove non è pratico o sicuro per i subacquei visitare fisicamente un sito, i sottomarini a comando remoto (ROV) consentono l'osservazione e l'intervento con il controllo da parte del personale situato in superficie. L'approccio a bassa tecnologia (low-tech, ossia una tecnologia progettata per essere semplice da usare e realizzare) consistente nella misurazione mediante metri a nastro e misuratori di profondità può essere sostituito con un approccio ad alta tecnologia più accurato e rapido che utilizza il posizionamento acustico (un sistema per il tracciamento e la navigazione di veicoli subacquei mediante misurazioni acustiche della distanza e/o della direzione e successiva triangolazione della posizione). La tecnologia ROV è stata utilizzata durante il progetto del naufragio del Mardi Gras. Il "naufragio del Mardi Gras" avvenne circa 200 anni fa a circa 35 miglia (circa 56 km) al largo della costa della Louisiana, nel Golfo del Messico, a 4.000 piedi (1.200 metri) sott'acqua.
Il telerilevamento o geofisica marina viene generalmente effettuato utilizzando apparecchiature trainate da una nave in superficie e pertanto non richiede che nessuna persona o alcuna attrezzatura penetri effettivamente fino all'intera profondità del sito. Il sonar sensibile, in particolare il sonar a scansione laterale o il sonar multiraggio può essere utilizzato per acquisire immagini di un sito archeologico sottomarino. La magnetometria può essere utilizzata per localizzare resti metallici come relitti di navi fatte prevalentemente di parti metalliche, ancore e cannoni. I Sub Bottom Profiler utilizzano il sonar per rilevare le strutture sepolte sotto i sedimenti.

### Registrazione
I subacquei hanno a disposizione una varietà di tecniche per registrare i ritrovamenti sott'acqua. Il disegno in scala è lo strumento base dell'archeologia e può essere eseguito sott'acqua. Le matite scriveranno sott'acqua su permatrace, lavagnette in plastica o carta laminata opaca.
La fotografia e la videografia sono i pilastri della registrazione, che è diventata molto più conveniente con l'avvento delle fotocamere digitali e delle videocamere HD a prezzi ragionevoli. Le fotocamere, comprese le videocamere, possono essere dotate di speciali custodie subacquee che ne consentono l'utilizzo per la videografia subacquea. La scarsa visibilità sott'acqua e la distorsione dell'immagine dovuta alla rifrazione rendono difficile ottenere fotografie prospettiche. È comunque possibile scattare una serie di fotografie in punti adiacenti e poi unirle in un unico fotomontaggio o fotomosaico dell'intero sito. La fotogrammetria 3D è diventata anche un modo molto popolare per visualizzare materiali culturali sottomarini e siti di relitti.

### Scavo

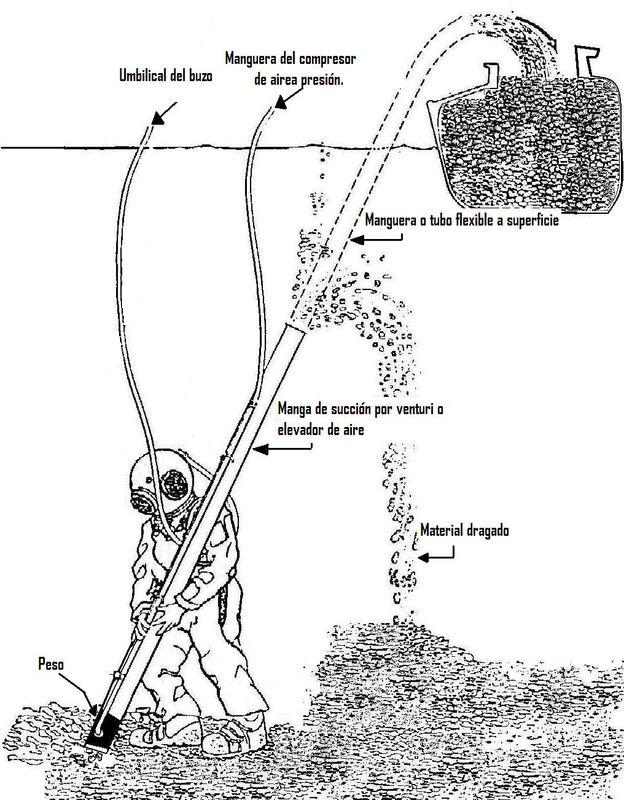
Airlift

Laddove sia opportuno uno scavo subacqueo intrusivo, i limo e i sedimenti possono essere rimossi da un'area di indagine utilizzando una draga idraulica (uno strumento basato su una pompa a getto utilizzato dagli archeologi subacquei per rimuovere i sedimenti da un sito archeologico sottomarino) o un airlift (un dispositivo basato su un tubo, utilizzato nell'archeologia nautica per aspirare piccoli oggetti, sabbia e fango dal fondo del mare e per trasportare i detriti risultanti verso l'alto e lontano dalla fonte). Se utilizzati correttamente, questi dispositivi hanno l'ulteriore vantaggio di tendere a migliorare la visibilità nelle immediate vicinanze dell'indagine. Per gli scavi in acque molto profonde, per visualizzare i siti vengono talvolta utilizzati sommergibili con e senza equipaggio. Da queste piattaforme è anche possibile eseguire fotografie subacquee e immagini sonar che aiutano il processo di registrazione.

### Scienza archeologica
Una varietà di scienze archeologiche sono utilizzate nell'archeologia subacquea. La dendrocronologia è una tecnica importante soprattutto per datare il legname delle navi costruite in legno. Può anche fornire informazioni aggiuntive, inclusa l'area in cui è stato raccolto il legname (vale a dire che è probabile che sia il luogo in cui è stata costruita la nave) e se sono state effettuate o meno riparazioni successive o riutilizzo dei materiali recuperati. Poiché il materiale vegetale e animale può essere conservato sott'acqua, l'archeobotanica e l'archeozoologia hanno un ruolo nell'archeologia subacquea. Ad esempio, per i siti terrestri sommersi o le acque interne, l'identificazione di campioni di polline provenienti da strati sedimentari o limo può fornire informazioni sulle piante che crescono sui terreni circostanti e quindi sulla natura del paesaggio. Informazioni sui manufatti metallici possono essere ottenute attraverso la radiografia delle concrezioni. La geologia può fornire informazioni su come si è evoluto il sito, compresi i cambiamenti nel livello del mare, l'erosione e la deposizione dei fiumi o nel mare.

### Recupero e conservazione dei manufatti
I manufatti recuperati da siti sottomarini necessitano di stabilizzazione per gestire il processo di rimozione dell'acqua e di conservazione. Il manufatto deve essere asciugato con cura oppure l'acqua deve essere sostituita con un mezzo inerte (come nel caso della Mary Rose). I manufatti recuperati dall'acqua salata, in particolare metalli e vetro, necessitano di essere stabilizzati in seguito all'assorbimento del sale o alla lisciviazione dei metalli. La conservazione in situ delle strutture sottomarine è possibile, ma è necessario tenere conto della natura dinamica del sito. Le modifiche al sito durante indagini intrusive o la rimozione di artefatti possono comportare un'abrasione che espone il sito stesso a un ulteriore deterioramento.

### Interpretazione e presentazione dell'archeologia subacquea
I percorsi dei subacquei, chiamati anche percorsi dei relitti, possono essere utilizzati per consentire ai subacquei di visitare e comprendere i siti archeologici adatti alle immersioni subacquee. Un buon esempio è il "Florida Panhandle Shipwreck Trail" della Florida Public Archaeology Network (FPAN). "Il Florida Panhandle Shipwreck Trail presenta 12 relitti tra cui barriere coralline artificiali e una varietà di vita marina per immersioni, snorkeling e pesca al largo a Pensacola, Destin, Panama City e Port St. Joe, Florida. Altrimenti la presentazione si baserà tipicamente sulla pubblicazione (articoli di libri o riviste, siti web e mezzi elettronici come CD-ROM). Anche i programmi televisivi, i video web e i social media possono far conoscere l’archeologia subacquea a un vasto pubblico. Il Mardi Gras Shipwreck Project ha integrato un documentario HD di un'ora, brevi video per la visione pubblica e aggiornamenti video durante la spedizione come parte dell'attività educativa. Il webcasting è anche un altro strumento di sensibilizzazione educativa. Per una settimana nel 2000 e nel 2001, il video subacqueo dal vivo del progetto del naufragio della Queen Anne's Revenge è stato trasmesso via web su Internet come parte del programma educativo QAR DiveLive che ha raggiunto migliaia di bambini in tutto il mondo. Creato e coprodotto da Nautilus Productions e Marine Grafics, questo progetto ha consentito agli studenti di parlare con gli scienziati e conoscere metodi e tecnologie utilizzati dal team di archeologia subacquea.

## Impatto ambientale
L'archeologia subacquea può avere molti impatti sull'ambiente, come la distruzione degli habitat e il disturbo della fauna selvatica che potrebbe trovarsi nell'area del sito archeologico.

## Pubblicazioni
La pubblicazione è una parte essenziale del processo archeologico ed è particolarmente cruciale per l'archeologia subacquea, dove i siti generalmente non sono accessibili e spesso accade che non siano conservati in situ.
Le riviste specializzate sull'archeologia marittima, che includono l'affermato International Journal of Nautical Archaeology, il Bulletin of the Australasian Institute for Maritime Archaeology (AIMA) e il Journal of Maritime Archaeology, pubblicano articoli sulla ricerca archeologica marittima e sull'archeologia subacquea. Tuttavia, la ricerca sui siti sottomarini può anche essere pubblicata su riviste archeologiche tradizionali o riviste archeologiche tematiche. Alcune istituzioni rendono accessibili anche i loro rapporti inediti, spesso chiamati "letteratura grigia", consentendo così l'accesso a molti più dettagli e a una gamma più ampia di dati archeologici rispetto a libri e riviste. Un esempio sono i lavori del Dipartimento di Archeologia Marittima del Western Australian Museum.
Il mercato di interesse pubblico è coperto da numerosi libri di immersioni, relitti e archeologia subacquea, a cominciare dalle opere di Jacques-Yves Cousteau.
Le tecniche dell'archeologia subacquea sono documentate anche in opere pubblicate, tra cui numerosi manuali, e il classico lavoro di Muckelroy sull'archeologia marittima.